# Fédération des organisations économiques japonaises
Le Nippon Keidanren ou simplement Keidanren (日本経済団体連合会, Nippon keizai dantai rengōkai, Fédération des organisations économiques japonaises) est le syndicat patronal des entreprises du Japon, notamment les keiretsus.

## Histoire
Le Keidanren est fondé en 1946. On lui prête la mise en œuvre sur le long terme de développement de l'industrie japonaise, en étroit partenariat avec l'État grâce au Ministère de l'Économie, du Commerce et de l'Industrie (METI). C'est le plus important zaikai du Japon. Son rôle à sa création est de servir d'intermédiaire entre les autorités d'occupation américaines et le gouvernement japonais d'un côté, et les entreprises japonaises de l'autre. Son premier président fût Ishikawa Ichirô (1885-1970).
À partir de 1956 et la présidence de Taizō Ishizaka (en) (président de Toshiba), le Keidanren a commencé à servir d’intermédiaire pour les dons politiques, en canalisant les fonds versés par les entreprises au Parti libéral-démocrate (PLD), parti gouvernemental, pour payer les « coûts de la préservation du système capitaliste ». Le soutien financier apporté donnait à l’organisation une influence considérable. Pendant des décennies, le Keidanren a ainsi récolté des milliards de yens (soit des dizaines de millions d'euros) par an pour le PLD.
Le poids des grandes entreprises, et donc du Keidanren, a culminé dans les années 1980, quand le Japon s’est imposé comme la deuxième puissance économique mondiale, avant de baisser à partir des années 1990, à la suite de l’éclatement de la bulle spéculative japonaise et de l'essoufflement du miracle économique japonais.
Depuis 1995, à la suite de nombreuses affaires de soupçons de corruption, la loi interdit aux entreprises le financement politique des élus.
Le Nippon Keidanren résulte de la fusion en mai 2002 de l'ancien Keidanren (経済団体連合会, Keizai dantai rengōkai, Fédération des organisations économiques) et du Nikkeiren (日本経営者団体連盟, Nippon keieisha dantai renmei, Union des organisations patronales).
En 2009, lors de l'arrivée au pouvoir du Parti démocrate du Japon (PDJ, centre-gauche), et alors que les entreprises étaient frappées par la crise financière internationale, les membres du Keidanren ont très fortement diminué leurs financements politiques, sans qu'ils soient revus à la hausse lors du retour au pouvoir du PLD en 2012.
Présidé par Hiroshi Okuda (en) (PDG de Toyota) jusqu'en mai 2006, par Fujio Mitarai (Canon) jusqu'en janvier 2010, puis par Hiromasa Yonekura (Sumitomo Chemical), il est dirigé par Sadayuki Sakakibara (Toray) à partir de juillet 2014.
Au 20 juin 2006, le Keidanren regroupait 1 351 entreprises, 130 associations industrielles, et 47 fédérations patronales régionales. Au 28 janvier 2010, il regroupait 1 609 entreprises, 129 associations industrielles et toujours 47 organisations régionales. En 2021, Tomoko Namba devient la première femme dans l'histoire du Keidanren à rejoindre son comité de direction.

## Prises de position
Le Keidanren s’est opposé, dans un premier temps, à la loi visant à repousser à 65 ans l’âge du départ à la retraite des travailleurs. Les rémunérations des salariés augmentant généralement avec l’ancienneté, cette loi générerait un « fardeau » pour le patronat.
Le syndicat encourage également les entreprises à accorder plus de temps libre à leurs employés mariés pour combattre la baisse de la natalité dans le pays, le temps de travail étant identifié comme le principal obstacle à la procréation au Japon,.
En 2023, le Nippon Keidanren pousse le gouvernement à multiplier ses efforts dans le développement de l'industrie des mangas et animes, un fort facteur de croissance touristique selon le syndicat patronal.

## Présidents successifs
|   | Président             | Affiliation                      | Dates                    |
| - | --------------------- | -------------------------------- | ------------------------ |
| 1 | Ichiro Ishikawa       | Nissan Chemical Corporation (en) | mars 1948 - février 1956 |
| 2 | Taizo Ishizaka (en)   | Toshiba                          | février 1956 - mai 1968  |
| 3 | Uemura Kōgorō         | Keidanren Secretariat            | mai 1968 - mai 1974      |
| 4 | Toshio Doko           | Toshiba                          | mai 1974 - mai 1980      |
| 5 | Inayama Yoshihiro     | Nippon Steel                     | mai 1980 - mai 1986      |
| 6 | Eishiro Saito (en)    | Nippon Steel                     | mai 1986 - décembre 1990 |
| 7 | Gaishi Hiraiwa        | Tokyo Electric Power             | décembre 1990 - mai 1994 |
| 8 | Shoichiro Toyoda (en) | Toyota                           | mai 1994 - mai 1998      |
| 9 | Takashi Imai          | Nippon Steel                     | mai 1998 - mai 2002      |

Après la fusion :
|   | Président           | Affiliation       | Dates                |
| - | ------------------- | ----------------- | -------------------- |
| 1 | Hiroshi Okuda       | Toyota            | mai 2002 - mai 2006  |
| 2 | Mitarai Fujio       | Canon             | mai 2006 - mai 2010  |
| 3 | Hiromasa Yonekura   | Sumitomo Chemical | mai 2010 - mai 2014  |
| 4 | Sadayuki Sakakibara | Toray Industries  | juin 2014 - mai 2018 |
| 5 | Hiroaki Nakanishi   | Hitachi           | mai 2018 – ...       |